# La Muchacha
Laura Isabel Ramírez Ocampo más conocida como La Muchacha (Manizales, Caldas, Colombia; 18 de enero de 1994), es una cantante, rapera, Artista e ilustradora Colombiana; ampliamente conocida por sus letras caracterizadas por un marcado mensaje social, ambientalista y de música protesta. En sus canciones ha tratado temas como las ejecuciones extrajudiciales conocidas como los Falsos Positivos, el acoso sexual hacia las mujeres o la minería en los páramos de Colombia.

## Biografía
Laura Isabel Ramírez Ocampo nació en Manizales en 1994. Es la hija menor del matrimonio de Lucena Ocampo y Víctor Hugo Ramírez. Su primer acercamiento a la música fue a través de su madre, quien solía escuchar a Mercedes Sosa, Violeta Parra y Nino Bravo. Fue su madre, precisamente, quien le alentó a empezar a cantar y sería su mayor influencia para inclinarse por la canción protesta. En su infancia y guiada por su tía Olga, la muchacha empieza a dar sus primeros pasos en el dibujo y la ilustración.
En su adolescencia, al juntarse con los amigos de su hermano, empieza a tocar la guitarra y escucha a artistas como Toto la Momposina, Petrona Márquez y Soledad Bravo, quienes serían sus principales influencias musicales.
Comenzó su carrera musical como vocalista en una banda de reggae junto a unas amigas. Es entonces, tras ver su relación con el público, cuando decide dedicarse a la música. Posteriormente empezaría a cantar como solista bajo el seudónimo de Muchacha Pájaro.
Estudió Artes en la Universidad de Caldas, impulsada por su gusto por el dibujo, la pintura y la música.  En 2018, ya bajo el nombre de «La Muchacha», lanzó su primer álbum de estudio, titulado «Polen» y compuesto de 7 canciones que hablan críticamente de la situación ambiental de Colombia y de su propia experiencia. Con este trabajo realiza sus primeros conciertos a lo largo de Colombia, siendo coronada como la «La Cacica» del festival de la Tigra del 2019.
En 2020, lanza Canciones crudas, álbum con el que alcanzó la fama nacional tras haber sido seleccionado por la revista Shock como el décimo mejor álbum del año, en su recuento anual de los 35 mejores discos colombianos.
En 2021 salió a la venta Más canciones crudas, segunda parte del disco del año anterior. Con este obtiene un mayor éxito. En este trabajo trata temas del conflicto armado interno de Colombiay las problemáticas del Río Ranchería en La Guajira. El lanzamiento de este álbum coincide con las protestas del Paro Nacional, donde sus canciones fueron ampliamente empleadas en las movilizaciones.
En 2022, realiza su primera gira internacional en España.

## «La Dibujadora»
Cómo ilustradora, Isabel ha usado el seudónimo de «La Dibujadora». Ha participado en proyectos como Punto y Raya: La memoria embolatada, una iniciativa de popup art con apoyo de Temblores ONG; proyecto en el que realizó en vivo y junto a Sara Agustina ilustraciones que buscaban retratar a diferentes víctimas de la violencia colombiana. 
En 2022 realizó la ilustración de la portada del sencillo «Síganme los buenos», de la banda Aterciopelados y Bomba Estéreo

## Discografía

### Álbumes
- Polen (2018)
- Juntura (EP junto a Santiago Navas) (2020)
- Canciones crudas (2020)
- Más canciones crudas (2021)

### Sencillos
- Los ríos (Sencillo) (2019)
- No me toques mal (Sencillo junto a Santiago Navas) (2020)
- La cara (Sencillo) (2020)
- Nómada (Sencillo junto a La Banda del Bisonte)
- El Blus de los Tombos (Sencillo junto a La Banda del Bisonte) (2020)
- No Azara (Sencillo) (2021)
- No se viola (Sencillo junto a Aterciopelados) (2021)
- La Chaguala (Sencillo junto a Realidad Mental) (2022)
- El Deseo (Sencillo junto a Neck Talese) (2022)